# Consulat général de Libye à Marseille
Le consulat général de Libye à Marseille est une représentation consulaire de l'État de Libye en France. Il est situé boulevard Rivet, à Marseille, en Provence-Alpes-Côte d'Azur.